# Lürssen
Lürssen Werft è un'impresa di costruzioni navali con sede a Brema-Vegesack nel nord della Germania.
L'impresa è specializzata nella costruzione di yacht di lusso e navi militari tra cui le schnellboote realizzate per la Kriegsmarine durante la seconda guerra mondiale.
Tra le imbarcazioni militari costruite, le motocannoniere missilistiche FPB-57, TNC-45 e Tiger e tra le imbarcazioni di lusso i panfili  Azzam, originariamente costruito per il defunto Khalifa bin Zayed Al Nahyan di Abu Dhabi,  Rising Sun, originariamente acquistato da Larry Ellison, CEO di Oracle Corporation e attualmente di proprietà di David Geffen e Octopus di proprietà di Paul Allen, cofondatore di Microsoft e lo yacht Pelorus realizzato nel 2004 per Roman Abramovich e successivamente acquistato da David Geffen.

## Clientela
Oltre che per la propria marina nazionale, tra i clienti principali figurano, in Europa, la marina greca con le classi Combattante II e Tiger e la marina olandese con la classe F-126.
Fuori Europa, in tempi moderni, ci sono la marina kuwaitiana con le classi TNC-45 e FPB-57, la marina singaporiana con le classi TNC-45 e Sea Wolf, quella turca con le classi FPB-57 e Doğan, quella israeliana con le classi Braunschweig e Sa'ar 6, quella argentina, bahreinita ed emiratina con la classe TNC-45, quella nigeriana e indonesiana con la classe FPB-57, quella ghanese e tunisina con la classe Albatros, quella cilena ed egiziana con la classe Tiger e quella australiana con la classe Arafura.